# Blackfire
Blackfire — коренная американская рок-группа, состоящая из двух братьев и сестры. Их стиль характеризуется как смесь альтернативного рока, панк-рока и традиционной музыки Навахо. Лирика затрагивает политические темы, в частности, угнетение со стороны правительства и права человека.

## История
Группа была сформирована в 1989 году Кли, Женедой и Клэйсоном Беналли, тремя родственниками из резервации Навахо-Нейшен. Их мать была фолк-певицей, отец - целителем. Дети воспитывались на традиционных песнях Навахо и начали заниматься музыкой в раннем возрасте.
В 2002 году Blackfire выпустили дебютный студийный альбом One Nation Under. Диск был спродюсирован Доном Флемингом (известен по работе с Sonic Youth). One Nation Under был охарактеризован как "15 жгучих песен борьбы, сопротивления и надежды".
В 2007 году Blackfire выпускают альбом Silence is a Weapon. Женеда описала диск следующим образом: "Он - разнородный (стилистически), но для нас это цельная концепция, охватывающая всю нашу жизнь." В 2008 году Silence is a Weapon выиграл премию NAMA в номинации "Лучший альбом года".

## Участники

### Текущий состав
- Клэйсон Беналли – перкуссия, вокал (с 1989)
- Женеда Беналли – бас-гитара, вокал (с 1989)
- Кли Беналли – вокал, гитара (с 1989)

## Дискография

### Студийные альбомы
- 2002: One Nation Under
- 2007: Silence is a Weapon